# Baygorria (Uruguay)
Baygorria es una localidad uruguaya del departamento de Durazno.

## Ubicación
La localidad se encuentra situada en la zona noroeste del departamento de Durazno, a orillas del río Negro, junto a la represa de Baygorria, y sobre la ruta 4.

## Historia
Baygorria surgió con la construcción de la represa hidroeléctrica en la década de 1960. En el proyecto de construcción de la represa se establecía la construcción de esta población con el objetivo de albergar al personal que trabajaría en las obras.

## Población
Según el censo de 2011, la localidad contaba con una población de 161 habitantes
| 245           | 161 |
| (Fuente: INE) |     |

## Economía
Las fuentes laborales de la localidad se reducen a las tareas en la represa y a la planta de esturiones en el río Negro.